# Willard Rice

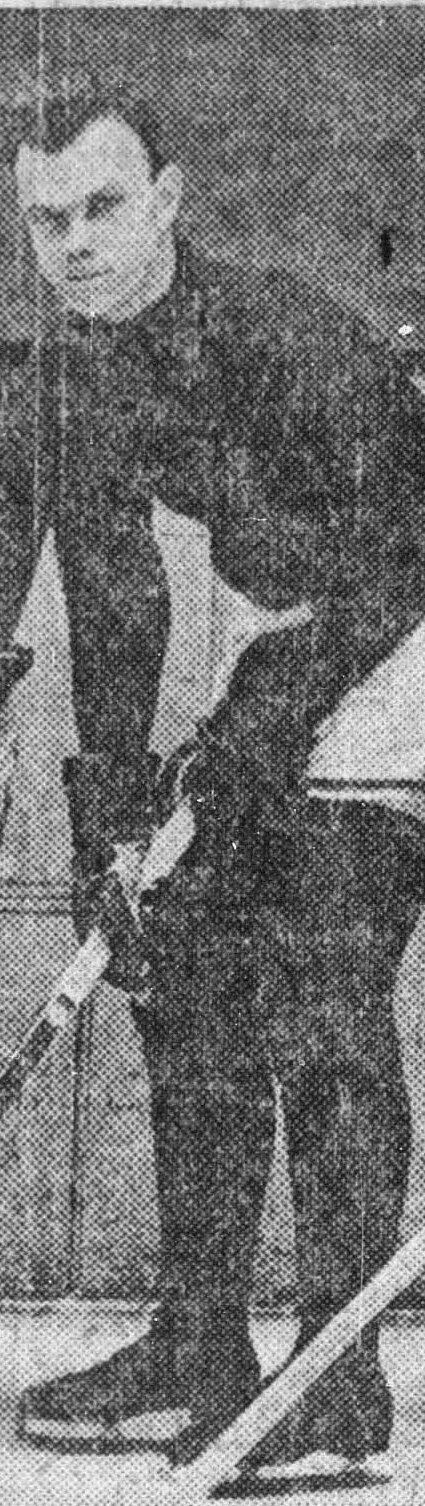
Willard Rice (1924)

Willard Wadsworth Rice (* 21. April 1895 in Newtonville, Massachusetts; † 21. Juli 1967 in Weston, Massachusetts) war ein US-amerikanischer Eishockeyspieler.

## Karriere
Willard Rice nahm für die US-amerikanische Nationalmannschaft an den Olympischen Winterspielen 1924 in Chamonix teil. Mit seinem Team gewann er die Silbermedaille. Er selbst kam im Turnierverlauf in fünf Spielen zum Einsatz und erzielte dabei zwölf Tore. Auf Vereinsebene spielte er für die Boston Athletic Association. 

## Erfolge und Auszeichnungen
- 1924 Silbermedaille bei den Olympischen Winterspielen